# ماجستير في اللاهوت

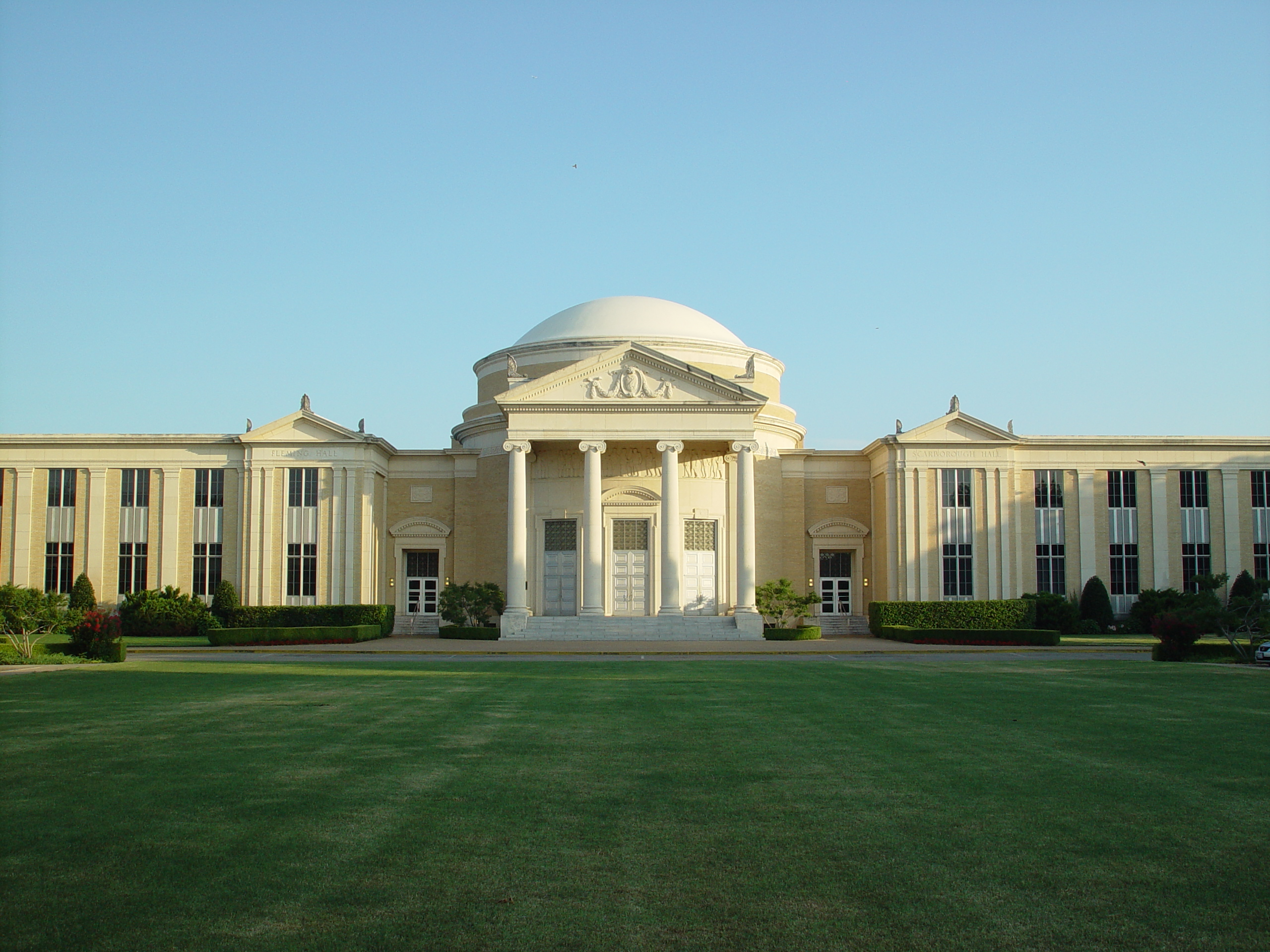
لطالما قدّمت ساوثويسترن أحد أكبر برامج الماجستير في اللاهوت في أمريكا.

ماجستير اللاهوت (MDiv، أو باللاتينية: magister divinitatis)، يُعدّ الدرجة المهنية الأولى لمهنة الرعاية الدينية في أمريكا الشمالية بالنسبة للمؤسسات اللاهوتية على مستوى الدراسات العليا. وهو أكثر الدرجات الأكاديمية شيوعاً في المدارس اللاهوتية وكليات اللاهوت (فعلى سبيل المثال، في عام 2014، كان ما يقرب من 44% من جميع الطلاب في الولايات المتحدة، في المدارس المعتمدة من قبل رابطة المدارس اللاهوتية، مسجّلين في برنامج ماجستير اللاهوت).
في العديد من الطوائف المسيحية وبعض الديانات الأخرى، تُعدّ هذه الدرجة شرطاً أساسياً للرسامة أو الترخيص للعمل في الخدمة الدينية المهنية. وتتطلب هذه الدرجة في الكليات المعتمدة في الولايات المتحدة ما بين 72 إلى 106 ساعة معتمدة دراسية (كون 72 هو الحد الأدنى الذي تحدده هيئات الاعتماد الأكاديمي، و106 هو الحد الأعلى لدى بعض المدارس التي ترغب في ضمان دراسة أوسع للتخصصات المرتبطة). وبعد الانتهاء من درجة ماجستير اللاهوت، يمكن للطلاب متابعة دراستهم للحصول على دكتوراه في الخدمة الدينية، إلا أنّ هذه الدرجة تُعتبر في معظم البلدان درجة شرفية فقط. ولهذا السبب، يُنظر إلى ماجستير اللاهوت باعتباره درجة نهائية للتأهيل كقس أو خادم ديني، بينما تُستخدم درجة الدكتوراه في الفلسفة لأغراض أكاديمية، وتُركّز دكتوراه الخدمة الدينية أكثر على اللاهوت العملي المتعلق بالخدمة.

## نظرة عامة
تتضمّن برامج ماجستير اللاهوت المسيحية عموماً دراسات في الخدمة المسيحية واللاهوت. في عام 1996، وضعت رابطة المدارس اللاهوتية معياراً مفاده أنّ جميع برامج ماجستير اللاهوت المعتمدة يجب أن تشمل المجالات الأربعة التالية: الإرث الديني، السياق الثقافي، التكوين الشخصي والروحي، والقدرة على القيادة الكنسية والعامة.
عادةً ما تتضمن المقررات الدراسية دراسات في اليونانية للعهد الجديد، واللاهوت، والفلسفة، وتاريخ الكنيسة، واللاهوت الرعوي، والكتاب المقدس العبري (العهد القديم)، ودراسات العهد الجديد. وتتطلب درجة ماجستير اللاهوت ما بين ثلاث وأربع سنوات، وتشمل خبرة عملية مثل معظم الدرجات المهنية النهائية.
تحتوي العديد من البرامج أيضاً على مقررات في نمو الكنيسة، والدراسات الكنسية، والتبشير، واللاهوت النظامي، والتعليم المسيحي، والدراسات الليتورجية، واللغة اللاتينية، واللغة العبرية، والقانون الكنسي، وعلم الآباء. وقد تشمل الدرجة مشروع تخرج (أطروحة) أو لا تشمل، حسب البرنامج.
تُعدّ درجة ماجستير اللاهوت شرطاً أساسياً للرسامة في العديد من الطوائف. فعلى سبيل المثال، تطلب الكنيسة الميثودية المتحدة -وهي واحدة من أكبر الطوائف البروتستانتية المسيحية في الولايات المتحدة- والتي شكّل طلابها في عام 2014 9% من جميع طلاب ماجستير اللاهوت المسجلين في المدارس المعتمدة من رابطة المدارس اللاهوتية، من المرشحين للرسامة كقساوسة الحصول على درجة ماجستير اللاهوت، وتطلب من المرشحين للرسامة كشمامسة الحصول على درجة ماجستير اللاهوت أو درجة ماجستير في مجال آخر مرفقة بدراسات لاهوتية إضافية.